# Тихамау
Тихамау — легендарный первый верховный вождь Ниуэ, правивший ок. 1650 г.
Согласно легенде, с убийства Матуку-хифи, нерадивого помощника Тихамау, ответственного за ночную охрану острова от завоевателей, совершённого неким Муталау, началась усобица на острове Ниуэ, фактически разделившая его на два государства.
Его дом находился в деревне Хапунга-мо-фаофао в области Улулаута, что на побережье, недалеко от Леленго-атуа. Тихамау — первый из вождей, бывавший в святилищах Фана-кава-тала и Тиателе. Он также был в Ваихоко, в каменном укрытии, которое образуют ноги лежащего Хуанаки.